# مالكوم ويلموت
مالكوم ويلموت هو سياسي كندي، ولد في 1771، وتوفي في 7 سبتمبر 1859.